# Game Shakers
A Game Shakers 2015 és 2019 között vetített amerikai vígjátéksorozat, amelyet Dan Schneider készített.
A sorozat producerei Jeffrey Goldstein és Bruce Rand Berman. A zeneszerzői Michael Corcoran és Zack Hexum. Főszerepben Cree Cicchino, Madisyn Shipman, Benjamin Flores Jr., Thomas Kuc és Kel Mitchell láthatóak. A sorozat a Schneider's Bakery és a Nickelodeon Productions gyártásában készült, forgalmazója a Nickelodeon.
Amerikában 2015. szeptember 12-én mutatták be a Nickelodeonon. Magyarországon 2016. június 6-án mutatták be szintén a Nickelodeonon. A sorozatot a 3. évad után elkaszálták, mivel Dan Schneider otthagyta a Nickelodeont.

## Ismertető
A sorozat két lányról, Babe-ről (Cree Cicchino) és Kenzie-ről (Madisyn Shipman) szól, akik kitalálnak egy játékot, aminek a Sky Whale (Égibálna) nevet adják. Hudsonnal, a barátjukkal (Thomas Kuc), egy Double G nevű rapperrel (Kel Mitchell) és fiával, Triple G-vel (Benjamin Flores Jr.) (akik szintén barátaik lesznek), készítik és forgalmazzák a játékot, amit okostelefonokra fejlesztettek ki.

## Szereplők

### Főszereplők
| Szereplő                       | Színész             | Magyar hang     |
| ------------------------------ | ------------------- | --------------- |
| Barbara Babe Carano            | Cree Cicchino       | Károlyi Lili    |
| Mackenzie Kenzie Bell          | Madisyn Shipman     | Hermann Lilla   |
| Grover George Griffin Triple G | Benjamin Flores Jr. | Pál Dániel Máté |
| Hudson Gimble                  | Thomas Kuc          | Ács Balázs      |
| Gale Griffin Double G          | Kel Mitchell        | Hamvas Dániel   |

### Mellékszereplők
| Szereplő                   | Színész        | Magyar hang   |
| -------------------------- | -------------- | ------------- |
| Bunford Simmons Nyuszi     | Bubba Ganter   | Faragó András |
| Rutherford Ainsworth Durva | Sheldon Bailey | Bognár Tamás  |
| Andrew Sammich             | Regi Davis     | Welker Gábor  |
| Henry Hart                 | Jace Norman    | Morvay Gábor  |

## Epizódok
| Évad | Évad | Epizódok | Eredeti premier      | Eredeti premier   | Magyar premier       | Magyar premier     |
| Évad | Évad | Epizódok | Évadpremier          | Évadfinálé        | Évadpremier          | Évadfinálé         |
| ---- | ---- | -------- | -------------------- | ----------------- | -------------------- | ------------------ |
|      | 1    | 20       | 2015. szeptember 12. | 2016. május 21.   | 2016. június 6.      | 2016. november 21. |
|      | 2    | 24       | 2016. szeptember 17. | 2017. november 4. | 2017. május 22.      | 2018. június 3.    |
|      | 3    | 18       | 2018. február 10.    | 2019. június 8.   | 2018. szeptember 17. | 2019. június 21.   |

## Gyártás
A Nickelodeon 2015 elején megrendelte a sorozat az első 26 epizódját. A sorozatot hivatalosan 2015. július 7-én jelentették be. 2015. július 25-én, a Nickelodeon bejelentett néhány epizód szereplőt, köztük van Matt Bennett, Yvette Nicole Brown, GloZell, Jared "ProJared" Knabenbauer és a David "Lasercorn" Moss. 2016. március 2-án a Nickelodeon bejelentette, hogy berendelték a sorozatot második évadját. A második évadot 2016. szeptember 17-én mutatták be. 2016. november 16-án berendelték a harmadik évadot. A harmadik évad premierje 2018. február 10-én volt. 2018. március 26-án bejelentették a harmadik évad után véget ér a sorozat.